# حسین‌بیگلو
حسین‌بیگلو، روستایی است از توابع بخش حاجیلار شهرستان چایپاره در استان آذربایجان غربی ایران.

## جمعیت
این روستا در دهستان حاجیلار جنوبی قرار داشته و بر اساس سرشماری سال ۱۳۸۵ جمعیت آن ۴۱۷نفر (۹۷ خانوار) 
بوده است.